# Bilan saison par saison des Sharks de San José

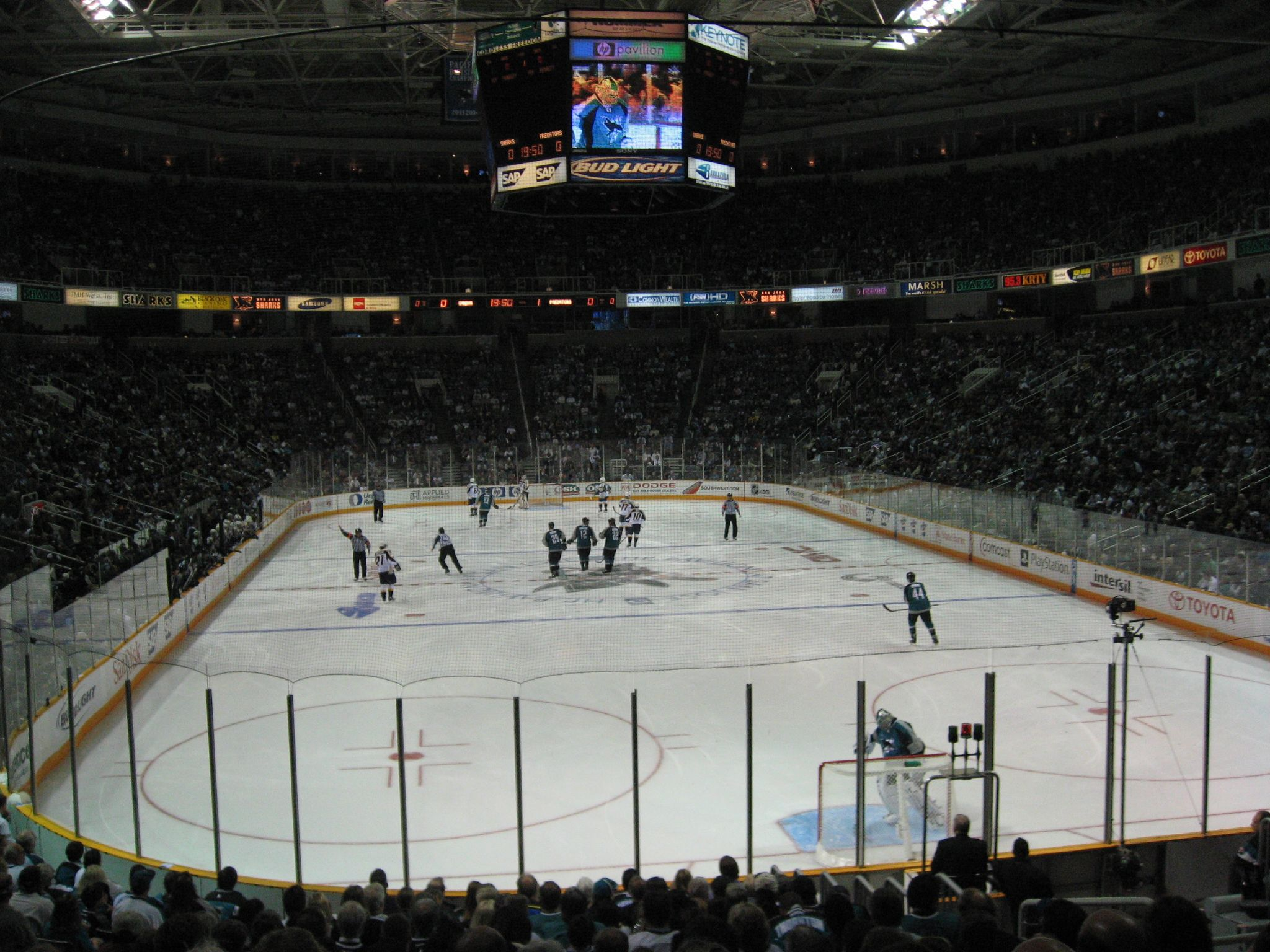
Les Sharks de San José.

Les Sharks de San José sont une franchise de hockey sur glace évoluant dans la Ligue nationale de hockey en Amérique du Nord depuis l'expansion de la ligue en 1991. Après des débuts difficiles, les Sharks parviennent à se qualifier pour la première fois pour les séries éliminatoires en 1993-1994.
Depuis leurs débuts, les Sharks ont remporté six titres de division (2002, 2004, 2008, 2009, 2010, 2011). Ils connurent leur meilleure saison en 2008-2009 avec 53 victoires pour 117 points lors des 82 matchs joués et remportent ainsi le trophée des présidents de la meilleure équipe en saison régulière. Ils ont participé une fois à la finale de la Coupe Stanley, en 2016, sans pour autant remporter la coupe.
Cette page retrace les résultats de l'équipe depuis la saison 1991-1992.

## Résultats
| Saison            | PJ                        | V                         | D                         | N                         | DP                        | BP                        | BC                        | Pts                       | Classement                | Séries éliminatoires                                                                                    | Entraîneur                                     |                           |
| ----------------- | ------------------------- | ------------------------- | ------------------------- | ------------------------- | ------------------------- | ------------------------- | ------------------------- | ------------------------- | ------------------------- | --- | ---------------------------------------------- | ------------------------- |
| 1991-1992         | 80                        | 17                        | 58                        | 5                         | —                         | 219                       | 351                       | 39                        | 6es division Smythe       | Non qualifiés                                                                                           | George Kingston                                |                           |
| 1992-1993         | 84                        | 11                        | 71                        | 2                         | —                         | 218                       | 414                       | 24                        | 6es division Smythe       | Non qualifiés                                                                                           | George Kingston                                |                           |
| 1993-1994         | 84                        | 33                        | 35                        | 16                        | —                         | 252                       | 265                       | 82                        | 3es division Pacifique    | 4-3 Red Wings de Détroit 3-4 Maple Leafs de Toronto                                                     | Kevin Constantine                              |                           |
| 1994-1995         | 48                        | 19                        | 25                        | 4                         | —                         | 129                       | 161                       | 42                        | 3es division Pacifique    | 4-3 Flames de Calgary 0-4 Red Wings de Détroit                                                          | Kevin Constantine                              |                           |
| 1995-1996         | 82                        | 20                        | 55                        | 7                         | —                         | 252                       | 357                       | 47                        | 7es division Pacifique    | Non qualifiés                                                                                           | Kevin Constantine James Wiley (en)             |                           |
| 1996-1997         | 82                        | 27                        | 47                        | 8                         | —                         | 211                       | 278                       | 62                        | 7es division Pacifique    | Non qualifiés                                                                                           | Allan Sims (en)                                |                           |
| 1997-1998         | 82                        | 34                        | 38                        | 10                        | —                         | 210                       | 216                       | 78                        | 4es division Pacifique    | 2-4 Stars de Dallas                                                                                     | Darryl Sutter                                  |                           |
| 1998-1999         | 82                        | 31                        | 33                        | 18                        | —                         | 196                       | 191                       | 80                        | 4es division Pacifique    | 2-4 Avalanche du Colorado                                                                               | Darryl Sutter                                  |                           |
| 1999-2000         | 82                        | 35                        | 30                        | 10                        | 7                         | 225                       | 214                       | 87                        | 4es division Pacifique    | 4-3 Blues de Saint-Louis 1-4 Stars de Dallas                                                            | Darryl Sutter                                  |                           |
| 2000-2001         | 82                        | 40                        | 27                        | 12                        | 3                         | 217                       | 192                       | 95                        | 2es division Pacifique    | 2-4 Blues de Saint-Louis                                                                                | Darryl Sutter                                  |                           |
| 2001-2002         | 82                        | 44                        | 27                        | 8                         | 3                         | 248                       | 189                       | 99                        | 1ers division Pacifique   | 4-1 Coyotes de Phoenix 3-4 Avalanche du Colorado                                                        | Darryl Sutter                                  |                           |
| 2002-2003         | 82                        | 28                        | 37                        | 9                         | 8                         | 214                       | 239                       | 73                        | 5es division Pacifique    | Non qualifiés                                                                                           | Darryl Sutter Robert Raeder (en) Ronald Wilson |                           |
| 2003-2004         | 82                        | 43                        | 21                        | 12                        | 6                         | 219                       | 183                       | 104                       | 1ers division Pacifique   | 4-1 Blues de Saint-Louis 4-2 Avalanche du Colorado 2-4 Flames de Calgary                                | Ronald Wilson                                  |                           |
| 2004-2005         | Saison annulée (lock-out) | Saison annulée (lock-out) | Saison annulée (lock-out) | Saison annulée (lock-out) | Saison annulée (lock-out) | Saison annulée (lock-out) | Saison annulée (lock-out) | Saison annulée (lock-out) | Saison annulée (lock-out) | Saison annulée (lock-out)                                                                               | Saison annulée (lock-out)                      | Saison annulée (lock-out) |
| 2005-2006         | 82                        | 44                        | 27                        | —                         | 11                        | 266                       | 242                       | 99                        | 2es division Pacifique    | 4-1 Predators de Nashville 2-4 Oilers d'Edmonton                                                        | Ronald Wilson                                  |                           |
| 2006-2007         | 82                        | 51                        | 26                        | —                         | 5                         | 258                       | 199                       | 107                       | 2es division Pacifique    | 4-1 Predators de Nashville 2-4 Red Wings de Détroit                                                     | Ronald Wilson                                  |                           |
| 2007-2008         | 82                        | 49                        | 23                        | —                         | 10                        | 222                       | 193                       | 108                       | 1ers division Pacifique   | 4–3 Flames de Calgary 2–4 Stars de Dallas                                                               | Ronald Wilson                                  |                           |
| 2008-2009         | 82                        | 53                        | 18                        | —                         | 11                        | 257                       | 204                       | 117                       | 1ers division Pacifique   | 2-4 Ducks d'Anaheim                                                                                     | Todd McLellan                                  |                           |
| 2009-2010         | 82                        | 51                        | 20                        | —                         | 11                        | 264                       | 215                       | 113                       | 1ers division Pacifique   | 4-2 Avalanche du Colorado 4-1 Red Wings de Détroit 0-4 Blackhawks de Chicago                            | Todd McLellan                                  |                           |
| 2010-2011         | 82                        | 48                        | 25                        | —                         | 9                         | 248                       | 213                       | 105                       | 1ers division Pacifique   | 4-2 Kings de Los Angeles 4-3 Red Wings de Détroit 1-4 Canucks de Vancouver                              | Todd McLellan                                  |                           |
| 2011-2012         | 82                        | 43                        | 29                        | —                         | 10                        | 228                       | 210                       | 96                        | 2es division Pacifique    | 1-4 Blues de Saint-Louis                                                                                | Todd McLellan                                  |                           |
| 2012-2013         | 48                        | 25                        | 16                        | —                         | 7                         | 124                       | 116                       | 57                        | 3es division Pacifique    | 4-0 Canucks de Vancouver 3-4 Kings de Los Angeles                                                       | Todd McLellan                                  |                           |
| 2013-2014         | 82                        | 51                        | 22                        | —                         | 9                         | 249                       | 200                       | 111                       | 2es division Pacifique    | 3-4 Kings de Los Angeles                                                                                | Todd McLellan                                  |                           |
| 2014-2015         | 82                        | 40                        | 33                        | —                         | 9                         | 228                       | 232                       | 89                        | 5es division Pacifique    | Non qualifiés                                                                                           | Todd McLellan                                  |                           |
| 2015-2016         | 82                        | 46                        | 30                        | —                         | 6                         | 241                       | 210                       | 98                        | 3es division Pacifique    | 4-1 Kings de Los Angeles 4-3 Predators de Nashville 4-2 Blues de Saint-Louis 2-4 Penguins de Pittsburgh | Peter DeBoer                                   |                           |
| 2016-2017         | 82                        | 46                        | 29                        | —                         | 7                         | 221                       | 201                       | 99                        | 3es division Pacifique    | 2-4 Oilers d'Edmonton                                                                                   | Peter DeBoer                                   |                           |
| 2017-2018         | 82                        | 45                        | 27                        | —                         |                           | 252                       | 229                       | 100                       | 3es division Pacifique    | 4-0 Ducks d'Anaheim 2-4 Golden Knights de Vegas                                                         | Peter DeBoer                                   |                           |
| 2018-2019         | 82                        | 46                        | 27                        | —                         |                           | 289                       | 261                       | 101                       | 2es division Pacifique    | 4-3 Golden Knights de Vegas 4-3 Avalanche du Colorado 2-4 Blues de Saint-Louis                          | Peter DeBoer                                   |                           |
| 2019-2020         | 70                        | 29                        | 36                        | —                         |                           | 182                       | 226                       | 63                        | 8es division Pacifique    | Non qualifiés                                                                                           | Peter DeBoer Robert Boughner                   |                           |
| 2020-2021 Détails | 56                        | 21                        | 28                        | —                         |                           | 151                       | 199                       | 49                        | 7es division Ouest        | Non qualifiés                                                                                           | Robert Boughner                                |                           |